# Zaton Obrovački
Zaton Obrovački je naselje u sastavu Općine Jasenice, u Zadarskoj županiji, smješteno 1 kilometar sjeverozapadno od Obrovca. 

## Povijest
Zaton Obrovački bio je poprište masovnog ratnog zločina nad hrvatskim civilima. Pripadnici pobunjeničke milicije ubili su sedmero civila Hrvata, šestero 26. siječnja 1993., a sedmog 2. srpnja: ubili su Petra Maričića, (rođenog 1906.), Iku Modrić (r. 1905.), Anicu Modrić (r. 1919.), Mariju Modrić (r. 1940.), Milicu Modrić (r. 1950.), Ružicu Modrić (r. 1947.) i Marijana Modrića (r. 1953.) Istraga je pokrenuta još 1993., no tek je u studenome 2024. Županijski sud u Splitu potvrdio optužnicu za ratni zločin protiv milicajca Željka Badže, predvodnika jedinice specijalne policije koja je počinila zločin.

## Stanovništvo
Prema popisu iz 2011. naselje je imalo 126 stanovnika.
| broj stanovnika | 256   | 300   | 325   | 338   | 374   | 479   | 407   | 476   | 375   | 397   | 427   | 395   | 525   | 492   | 105   | 126   | 95    |
|                 | 1857. | 1869. | 1880. | 1890. | 1900. | 1910. | 1921. | 1931. | 1948. | 1953. | 1961. | 1971. | 1981. | 1991. | 2001. | 2011. | 2021. |

## Dijelovi naselja
| Broj stanovnika prema popisima, po dijelovima naselja | Broj stanovnika prema popisima, po dijelovima naselja | Broj stanovnika prema popisima, po dijelovima naselja | Broj stanovnika prema popisima, po dijelovima naselja | Broj stanovnika prema popisima, po dijelovima naselja | Broj stanovnika prema popisima, po dijelovima naselja | Broj stanovnika prema popisima, po dijelovima naselja | Broj stanovnika prema popisima, po dijelovima naselja | Broj stanovnika prema popisima, po dijelovima naselja | Broj stanovnika prema popisima, po dijelovima naselja | Broj stanovnika prema popisima, po dijelovima naselja | Broj stanovnika prema popisima, po dijelovima naselja | Broj stanovnika prema popisima, po dijelovima naselja | Broj stanovnika prema popisima, po dijelovima naselja | Broj stanovnika prema popisima, po dijelovima naselja | Broj stanovnika prema popisima, po dijelovima naselja | Broj stanovnika prema popisima, po dijelovima naselja | Broj stanovnika prema popisima, po dijelovima naselja |
| ----------------------------------------------------- | ----------------------------------------------------- | ----------------------------------------------------- | ----------------------------------------------------- | ----------------------------------------------------- | ----------------------------------------------------- | ----------------------------------------------------- | ----------------------------------------------------- | ----------------------------------------------------- | ----------------------------------------------------- | ----------------------------------------------------- | ----------------------------------------------------- | ----------------------------------------------------- | ----------------------------------------------------- | ----------------------------------------------------- | ----------------------------------------------------- | ----------------------------------------------------- | --- |
| dio naselja                                           | 1857.                                                 | 1869.                                                 | 1880.                                                 | 1890.                                                 | 1900.                                                 | 1910.                                                 | 1921.                                                 | 1931.                                                 | 1948.                                                 | 1953.                                                 | 1961.                                                 | 1971.                                                 | 1981.                                                 | 1991.                                                 | 2001.                                                 | 2011.                                                 | napomena |
| Bravarica                                             | -                                                     | -                                                     | 124                                                   | 140                                                   | 135                                                   | 175                                                   | -                                                     | -                                                     | 29                                                    | 103                                                   | 107                                                   | 87                                                    | n/p                                                   | n/p                                                   | n/p                                                   | n/p                                                   | U 1900., 1910. i 1948. iskazano pod imenom Više Bravara. U 1857., 1869., 1921. i 1931. podaci su sadržani s naseljem Zaton Obrovački. U 1880. i 1890. sadrži podatke za bivši dio naselja Nad Bravarom, koji je tih godina bio odvojeno iskazan. |
| Čude-Gačine                                           | -                                                     | -                                                     | 9                                                     | 9                                                     | 6                                                     | 8                                                     | -                                                     | -                                                     | -                                                     | 17                                                    | 25                                                    | 18                                                    | n/p                                                   | n/p                                                   | n/p                                                   | n/p                                                   | Od 1880. do 1910. iskazano pod imenom Gačine. U 1857., 1869. i od 1921. do 1948. podaci su sadržani s naseljem Zaton Obrovački. |
| Dominjak                                              | -                                                     | -                                                     | 58                                                    | 64                                                    | 51                                                    | 83                                                    | -                                                     | -                                                     | -                                                     | 14                                                    | 18                                                    | 27                                                    | n/p                                                   | n/p                                                   | n/p                                                   | n/p                                                   | Od 1880. do 1910. iskazano pod imenom Deminjak. U 1857., 1869. i od 1921. do 1948. podaci su sadržani s naseljem Zaton Obrovački. |
| Glavica                                               | -                                                     | -                                                     | -                                                     | -                                                     | -                                                     | -                                                     | -                                                     | -                                                     | -                                                     | 16                                                    | 18                                                    | 20                                                    | n/p                                                   | n/p                                                   | n/p                                                   | n/p                                                   | Iskazuje se kao dio naselja od 1953. |
| Grkovac-Brina                                         | -                                                     | -                                                     | -                                                     | 9                                                     | 6                                                     | 8                                                     | -                                                     | -                                                     | 4                                                     | 32                                                    | 28                                                    | 37                                                    | n/p                                                   | n/p                                                   | n/p                                                   | n/p                                                   | Od 1890. do 1910. i 1948. iskazano pod imenom Grkovac. U 1857., 1869., 1921. i 1931. podaci su sadržani s naseljem Zaton Obrovački. |
| Jokići                                                | -                                                     | -                                                     | 63                                                    | 78                                                    | 56                                                    | 65                                                    | -                                                     | -                                                     | 125                                                   | 77                                                    | 75                                                    | 76                                                    | n/p                                                   | n/p                                                   | n/p                                                   | n/p                                                   | U 1880. i 1890. iskazano pod imenom Jokića Varoš. U 1857., 1869., 1921. i 1931. podaci su sadržani s naseljem Zaton Obrovački. |
| Maričići-Glavica                                      | -                                                     | -                                                     | -                                                     | -                                                     | -                                                     | -                                                     | -                                                     | -                                                     | -                                                     | 12                                                    | 10                                                    | 12                                                    | n/p                                                   | n/p                                                   | n/p                                                   | n/p                                                   | Iskazuje se kao dio naselja od 1953. |
| Meki Doci                                             | -                                                     | -                                                     | 26                                                    | 9                                                     | 24                                                    | 32                                                    | -                                                     | -                                                     | -                                                     | 15                                                    | 13                                                    | 11                                                    | n/p                                                   | n/p                                                   | n/p                                                   | n/p                                                   | U 1900. i 1910. iskazano pod imenom Doci. U 1857., 1869. i od 1921. do 1948. podaci su sadržani s naseljem Zaton Obrovački. |
| Modrići-Glavica                                       | -                                                     | -                                                     | -                                                     | -                                                     | -                                                     | -                                                     | -                                                     | -                                                     | -                                                     | 44                                                    | 56                                                    | 35                                                    | n/p                                                   | n/p                                                   | n/p                                                   | n/p                                                   | Iskazuje se kao dio naselja od 1953. |
| Modrići-Tomići                                        | -                                                     | -                                                     | -                                                     | -                                                     | -                                                     | -                                                     | -                                                     | -                                                     | -                                                     | 30                                                    | 32                                                    | 29                                                    | n/p                                                   | n/p                                                   | n/p                                                   | n/p                                                   | Iskazuje se kao dio naselja od 1953. |
| Podkosa                                               | -                                                     | -                                                     | 16                                                    | 25                                                    | 22                                                    | 18                                                    | -                                                     | -                                                     | -                                                     | 20                                                    | 25                                                    | 15                                                    | n/p                                                   | n/p                                                   | n/p                                                   | n/p                                                   | Od 1880. do 1910. i 1948. iskazano pod imenom Pod Kosom. U 1857., 1869., 1921. i 1931. podaci su sadržani s naseljem Zaton Obrovački. U 1948. bez stanovnika. |
| Rastovac                                              | -                                                     | -                                                     | 13                                                    | -                                                     | 12                                                    | 19                                                    | -                                                     | -                                                     | -                                                     | 17                                                    | 20                                                    | 28                                                    | n/p                                                   | n/p                                                   | n/p                                                   | n/p                                                   | U 1857., 1869., 1890. i od 1921. do 1948. podaci su sadržani s naseljem Zaton Obrovački. |
| Zaton Obrovački                                       | 256                                                   | 300                                                   | 16                                                    | 4                                                     | 62                                                    | 71                                                    | 407                                                   | 476                                                   | 217                                                   | -                                                     | -                                                     | -                                                     | n/p                                                   | n/p                                                   | n/p                                                   | n/p                                                   | Do 1931. iskazivano pod imenom Zaton. Sadrži podatke za dijelove naselja Bravarica, Jokići i Podkosa u 1857., 1869., 1921. i 1931., Čude-Gačine, Dominjak i Meki Doci u 1857., 1869. i od 1921. do 1948., Grkovac-Brina od 1857. do 1880., 1921. i 1931. i Rastovac u 1857., 1869., 1890. i od 1921. do 1948. Sadrži podatke i za bivše dijelove naselja Za Glavicom u 1880., Gakuša od 1880. do 1910., Knezuša i Više Grkovca Pršinka u 1900. i 1910., Skutinovac u 1900. i 1931. i Kod Mosta u 1910. koji su tih godina bili odvojeno iskazani. Od 1953. iskazuje se kao naselje-područje. |

### Bivši dijelovi naselja
Dijelovi su naselja koji su na različitim popisima stanovništva iskazivani samostalno, a koji se od 1. siječnja 1976. godine više službeno ne iskazuju:
| Broj stanovnika prema popisima, po bivšim dijelovima naselja | Broj stanovnika prema popisima, po bivšim dijelovima naselja | Broj stanovnika prema popisima, po bivšim dijelovima naselja | Broj stanovnika prema popisima, po bivšim dijelovima naselja | Broj stanovnika prema popisima, po bivšim dijelovima naselja | Broj stanovnika prema popisima, po bivšim dijelovima naselja | Broj stanovnika prema popisima, po bivšim dijelovima naselja | Broj stanovnika prema popisima, po bivšim dijelovima naselja | Broj stanovnika prema popisima, po bivšim dijelovima naselja | Broj stanovnika prema popisima, po bivšim dijelovima naselja | Broj stanovnika prema popisima, po bivšim dijelovima naselja | Broj stanovnika prema popisima, po bivšim dijelovima naselja | Broj stanovnika prema popisima, po bivšim dijelovima naselja |
| ------------------------------------------------------------ | ------------------------------------------------------------ | ------------------------------------------------------------ | ------------------------------------------------------------ | ------------------------------------------------------------ | ------------------------------------------------------------ | ------------------------------------------------------------ | ------------------------------------------------------------ | ------------------------------------------------------------ | ------------------------------------------------------------ | ------------------------------------------------------------ | ------------------------------------------------------------ | ------------------------------------------------------------ |
| dio naselja                                                  | 1857.                                                        | 1869.                                                        | 1880.                                                        | 1890.                                                        | 1900.                                                        | 1910.                                                        | 1921.                                                        | 1931.                                                        | 1948.                                                        | 1953.                                                        | 1961.                                                        | 1971.                                                        |
| Gakuša                                                       | -                                                            | -                                                            | 9                                                            | 4                                                            | 10                                                           | 7                                                            | -                                                            | -                                                            | -                                                            | -                                                            | -                                                            | -                                                            |
| Knezuša                                                      | -                                                            | -                                                            | -                                                            | -                                                            | 23                                                           | 23                                                           | -                                                            | -                                                            | -                                                            | -                                                            | -                                                            | -                                                            |
| Kod Mosta                                                    | -                                                            | -                                                            | -                                                            | -                                                            | -                                                            | 8                                                            | -                                                            | -                                                            | -                                                            | -                                                            | -                                                            | -                                                            |
| Nad Bravarom                                                 | -                                                            | -                                                            | 46                                                           | 76                                                           | -                                                            | -                                                            | -                                                            | -                                                            | -                                                            | -                                                            | -                                                            | -                                                            |
| Skutinovac                                                   | -                                                            | -                                                            | -                                                            | -                                                            | 5                                                            | -                                                            | -                                                            | 3                                                            | -                                                            | -                                                            | -                                                            | -                                                            |
| Više Grkovca Pršinka                                         | -                                                            | -                                                            | -                                                            | -                                                            | 24                                                           | 33                                                           | -                                                            | -                                                            | -                                                            | -                                                            | -                                                            | -                                                            |
| Za Glavicom                                                  | -                                                            | -                                                            | 7                                                            | -                                                            | -                                                            | -                                                            | -                                                            | -                                                            | -                                                            | -                                                            | -                                                            | -                                                            |